# Jules Pascin
Jules Pascin (ur. 31 marca 1885 w Widyniu, zm. 5 czerwca 1930 w Paryżu) – bułgarski malarz i grafik, nazywany Księciem Montparnasse'u.

## Życiorys
Urodził się w Widyniu, ojciec był z pochodzenia hiszpańskim Żydem, rodzina matki miała korzenie włoskie. Rodzina Pincasów była zamożna i zajmowała się kupiectwem, byli niechętni zainteresowaniom syna, licząc, że zostanie kupcem. Mając siedem lat został przez rodziców wysłany do szkoły w Bukareszcie, naukę kontynuował w Wiedniu, Berlinie i Bukareszcie. W 1903 wyjechał do Monachium, gdzie zaczął pracować jako ilustrator. Swoje rysunki zamieszczał w gazetach niemieckich, np. Simplicissimus. Pod koniec 1905 wyjechał do Paryża i na stałe związał się z Montparnasse, początkowo był zafascynowany fowizmem, a następnie zainteresował go kubizm. Otrzymywane z Monachium honoraria pozwalały mu na wygodne życie, szybko stał się znany jako bywalec nocnych lokali, był regularnym bywalcem znanych kawiarń La Dôme i La Rotonde. Zaprzyjaźnił się z artystą Henrim Bingiem, który Pascina nazywał „anarchistą przebranym za dandysa”. Jesienią 1907 poznał swoją przyszłą żonę Hermine David, która była już wówczas znaną malarką i ilustratorką. Pomiędzy 1908 a 1912 jego rysunki i akwarele były wystawiane w Salonie Jesiennym. W 1909 poznał Cecile Vidil, znaną jako Lucy, która była modelką Alberta Marqueta i Henri Matisse'a, została ona jego wieloletnią kochanką. Po wybuchu I wojny światowej ze względu na przynależność narodową musiał opuścić Francję, wiele podróżował m.in. do Tunezji, Hiszpanii, Portugalii i Stanów Zjednoczonych, gdzie przebywał w latach 1914-1920. W 1915 do Nowego Jorku przyjechała Hermine David, 25 września 1918 para wzięła ślub. Mimo otrzymania obywatelstwa amerykańskiego we wrześniu 1920 postanowił wrócić do Paryża, co nastąpiło miesiąc później. Natychmiast po powrocie nawiązał kontakt z malarzem Jeanem-Gabrielem Daragnès i kontynuował pracę grafika i malarza. Jego prace były wystawiane w Berthe Weill i w Salonie Niezależnych. Odnalazł również swoją dawną kochankę, która była wówczas żoną norweskiego artysty Pera Krohga. W 1921 wyjechał w podróż do Algierii i Tunezji, ponownie wyjeżdżał tam w 1924 i 1926. Od 1922 regularnie wystawiał swoje prace w Salon de l'Araignée, założonego przez Gusa Bofę oraz w miesiącach letnich wyjeżdża do Marsylii i Cassis. W 1923 kilka prac zakupił znany lekarz i kolekcjoner sztuki Albert Barnes. Jego ilustracje były w tym okresie publikowane w cyklu „Famille tunisienne” publikowanym w „Le Crapouillot”, ilustrował w tej gazecie również publikacje swojego przyjaciela Pierre'a Maca Orlana. W 1924 spotkał się z Ernestem Hemingwayem, który opisał to w wydanej w 1964 powieści Ruchome święto (A Moveable Feast). Jest tam zawarty opis atmosfery Montparnasse z tamtych lat, zgiełku lokalu, tańców i dyskusji artystycznych o sztuce. Rok później podróżował do Włoch, a w sierpniu 1927 aby nie stracić obywatelstwa amerykańskiego wyjechał do Nowego Jorku. W ślad za nim w styczniu 1928 pojechała Lucy Krohg, razem rok później razem odwiedzili Hiszpanię i Portugalię. Postępujący alkoholizm i depresja sprawiły, że w dniu otwarcia własnej wystawy indywidualnej popełnił w swojej paryskiej pracowni samobójstwo podcinając sobie żyły, a następnie wieszając się. Przed powieszeniem własną krwią napisał na ścianie „Adieu Lucy”. Ciało odkryła trzy dni później Lucy Krohg, pogrzeb miał miejsce na cmentarzu Montparnasse.
Debiutował jako rysownik satyryczny, znany też był z drzeworytów. W malarstwie jego przewodnimi motywami były akty, młode kobiety i prostytutki. Twórczość artysty zbliżona jest do ekspresjonizmu, odznacza się lekką, jasną kolorystyką i melancholijnym nastrojem. Pascin miał też bogaty dorobek ilustratorski, m.in. książki André Salmona czy André Warnoda.

## Galeria

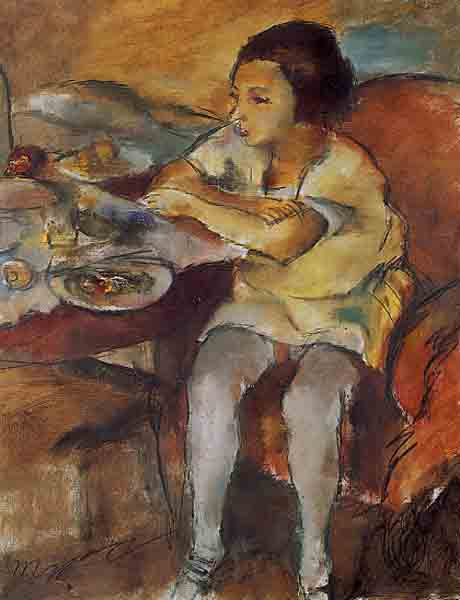
Śniadanie, 1923
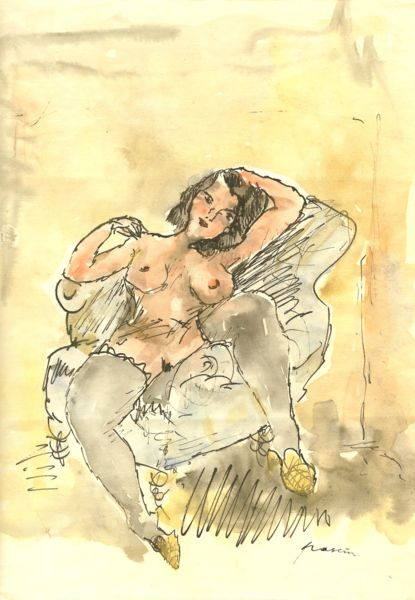
Nude on a chair
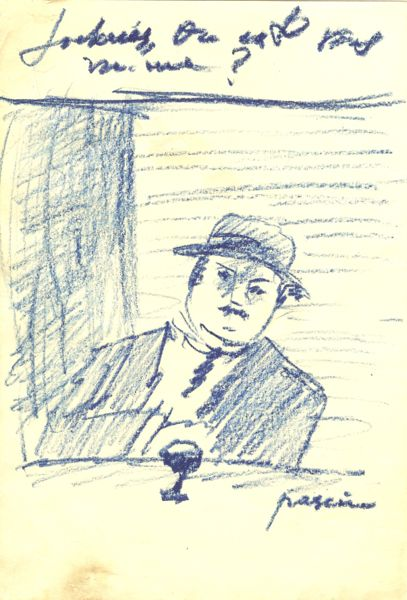
Man with a glass of wine
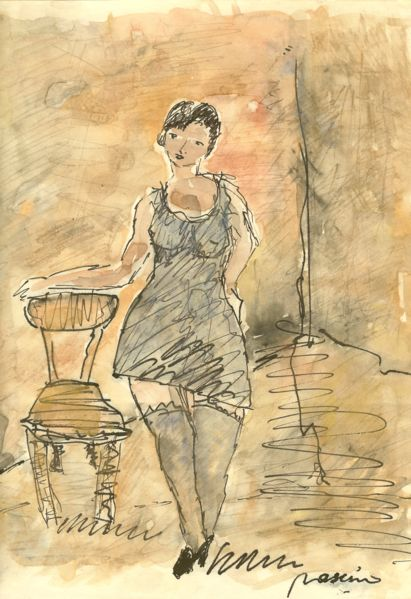
Woman with a chair